# Hypagyrtis esther
Hypagyrtis esther är en fjärilsart som beskrevs av Barnes 1928. Hypagyrtis esther ingår i släktet Hypagyrtis och familjen mätare. Inga underarter finns listade i Catalogue of Life.

## Bildgalleri

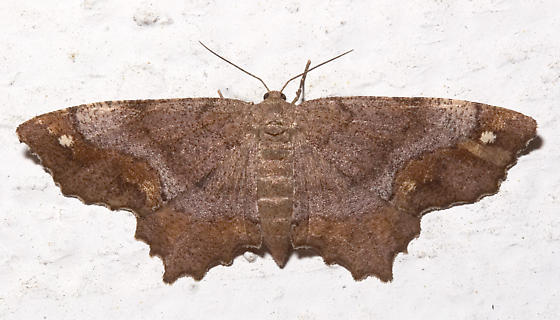